# Франк Хърбърт
Франк Патрик Хърбърт (на английски: Frank Patrick Herbert) (8 октомври 1920 г. – 11 февруари 1986 г.) е американски автор на научна фантастика, признат от критиците и публиката. Най-известен е с романа си „Дюн“ и петте последващи книги от същия цикъл. Сагата за Дюн засяга теми като човешката еволюция и оцеляване, екологията и връзките между религия, политика и власт, и бива широко смятана за една от класиките в научната фантастика.

## Биография
Франк Хърбърт е роден на 8 октомври 1920 г. в Такома, Вашингтон. През 1939 г. той излъгва за възрастта си, за да получи за пръв път работа във вестник („Глендейл Стар“).
Докато служи във Военноморските сили на САЩ като фотограф, в писателската му кариера има временно прекъсване. През 1941 г. той се жени за Флора Паркинсън, но се развежда с нея през 1945 г. Имат една дъщеря – Пени, родена на 16 февруари 1942 г. в Сан Педро.
След войната той следва във Вашингтонския университет, където през 1946 г. среща на лекции по творческо писане Бевърли Ан Стюарт. Те са единствените студенти в курса, които са успели да продадат свои творби за издаване – Хърбърт е продал два приключенски разказа на списания, а Стюарт е продала един на списанието „Модърн Романс“ (Modern Romance). Сключват брак в Сиатъл на 20 юни 1946 г. Първият им син, Брайън Хърбърт, се ражда на 29 юни 1947 г. в Сиатъл. Вторият им син, Брус Хърбърт, се ражда на 26 юни 1951 г. в Санта Роза, Калифорния. Франк Хърбърт не завършва следването си, защото (според Брайън) е изучавал само каквото го е интересувало и не е покрил изисквания курикулум.
След следването си той се връща към журналистиката и работи в „Сиатъл Стар“ и „Орегон Стейтсман“. Също така той е автор и редактор в списанието „Калифорния Ливинг“ в продължение на повече от десетилетие.
Хърбърт започва да чете научна фантастика през 1940-те, и да я пише през 1950-те. Негови разкази излизат в „Стартлинг Сториз“ и други списания. За следващото десетилетие той написва около двадесет разказа.
Кариерата му като романист започва с публикуването през 1955 г. на „Драконът и морето“. В тази книга той използва обстановката на подводница от 21 век, за да изследва нормалността и лудостта. Книгата предсказва световни конфликти около производството и потреблението на петрол. Критиците я одобряват, но продажбите не достигат особен обем.
Хърбърт успява да се посвети по-пълноценно на писателската си кариера, когато съпругата му се връща на пълно работно време като рекламен автор в областта на складовата търговия, и става основният източник на доходи за семейството през 1960-те. Работата му върху „Дюн“ започва през 1959 г. В интервю на Уилис Е. Макнейли той споменава, че веднъж трябвало да пише за списание статия за пясъчните дюни във Флорънс, Орегон, но се увлякъл в темата, и се оказал накрая с много повече суров материал, отколкото е нужен за статия. Статията никога не била написана, но се превърнала в семенцето на идеята, прерасла по-късно в „Дюн“.
Романът му отнема шест години изследвания и писане. Тъй като е бил много по-дълъг от стандартната комерсиална научна фантастика по това време, той бива издаден в списанието „Аналог“ като две отделни серии, през 1963 и 1965 г. След това книгата е отхвърлена от почти двадесет издатели, преди да бъде приета за печат. Един от издателите, преди да отхвърли ръкописа, записва пророческите думи: „Може би правя най-голямата грешка на десетилетието, но...“. Накрая малкото филаделфийско издателство „Чилтън“ дава на Хърбърт 7500 долара аванс, и скоро „Дюн“ се превръща в небивал успех. Книгата печели наградите „Небюла“ за 1965 г. и споделя наградата „Хюго“ за 1966 г. „Дюн“ е първият роман – представител на екологичната научна фантастика и съдържа множество широкообхватни, взаимосвързани теми, и е написана от гледните точки на много герои. Този метод бива срещан във всички други зрели творби на Франк Хърбърт.
Книгата не се превръща в бестселър веднага. Към 1968 г. тя е донесла на Франк Хърбърт около 20 000 долара, много повече от повечето научнофантастични романи по това време, но не достатъчно, за да му позволи да се заеме само с писане. Публикуването ѝ обаче му отваря много врати. От 1969 до 1972 г. той е отговорник по образователните теми на „Сиатъл Пост-интелидженсър“ и лектор по общо и интердисциплинарно обучение във Вашингтонския университет от 1970 до 1972 г. Работил е във Виетнам и Пакистан като социален и екологичен консултант през 1972 г. През 1973 г. е режисьор-оператор на телевизионното шоу „The Tilers“.
През 1972 г. той най-сетне успява да се отдаде изцяло на писането. Радва се на значителен комерсиален успех през 1970-те и 1980-те. Живее в домовете си в щата Вашингтон и Хавайските острови. През това време създава многобройни книги, и изследва екологични и философски идеи. Продължава цикъла за Дюн с „Месията на Дюн“, „Децата на Дюн“, и „Бог-император на Дюн“. Други важни негови произведения от този период са „Експериментът Досейди“, „Богосъздателите“, „Бялата чума“ и книгите, които той написва в съавторство с Бил Рансъм – "Инцидентът „Исус“", „Ефектът на Лазар“ и „Факторът на издигането“.
Успехът на Франк Хърбърт е помрачен от лична трагедия. През 1974 г. съпругата му Бевърли претърпява операция от рак, която ѝ дава още десет години живот, но съсипва здравето ѝ. Тя умира през 1984 г. В послеслова си към „Дюн: Домът на ордена“ Франк Хърбърт пише вълнуващо паметно слово за нея.
През същата година кариерата му процъфтява благодарение на филмовата версия на „Дюн“, режисирана от Дейвид Линч. Въпреки големите очаквания, големия бюджет и известните актьори, филмът е зле посрещнат и не особено успешен в САЩ. В Европа и Япония обаче той се радва на горещ прием. През същата година Хърбърт издава петата книга от поредицата – „Еретиците на Дюн“. По-късно същата година, след смъртта на Бевърли, той се оженва за Тереза Шакълфорд.
През 1986 г. Хърбърт публикува „Дюн: Домът на ордена“, която обединява много от сюжетните нишки на сагата. Това е последната му книга. Той умира от рак на панкреаса на 11 февруари 1986 г. в Мадисън, Уисконсин, на 65-годишна възраст.

## Продължения на цикъла за Дюн
По-късно синът на Франк Хърбърт, Брайън Хърбърт, и Кевин Дж. Андерсон добавят нови книги към цикъла за Дюн. Те използват оставените от Франк Хърбърт бележки върху историята на света на Дюн и върху планираната от него, но ненаписана седма книга от поредицата. На плановете за седма книга са базирани двете продължения „Ловците на Дюн“ и „Пясъчните червеи на Дюн“.

## Идеи и теми
Франк Хърбърт използва научнофантастичните си романи, за да изследва сложни идеи като философия, религия, психология, политика и екология. Произведенията му са вдъхновили у много от читателите му интерес към тези теми. Движещият момент зад трудовете на Франк Хърбърт е интересът му към въпросите на човешкото оцеляване и еволюция. Феновете му понякога са фанатици, които се опитват да изчетат абсолютно всичко, писано от него (фантастика или не), и смятат писателя за научен авторитет в областите, засегнати от книгите му. Посветеността на читателите му е стигала до такива степени, че той често е бил питан дали не започва някакъв култ – нещо, което той най-категорично е отричал.
В трудовете на Франк Хърбърт се срещат често следните идеи и теми:
- Загриженост относно лидерството. Той специално е изучавал човешката склонност към сляпо следване на харизматични лидери. Изследвал е внимателно както потенциала, така и недостатъците на бюрокрациите и правителствата.
- Хърбърт е първият автор на научна фантастика, който популяризира идеите за екологията и системното мислене. Той подчертава необходимостта хората да мислят както системно, така и дългосрочно.
- Връзките между религия, политика и власт.
- Човешкото оцеляване и еволюцията: Хърбърт пише за Фремените, за Сардукарите и за Досейди, които са селектирани от ужасните си условия на живот до опасни свръхраси.
- Човешките възможности и потенциал: Хърбърт предлага Ментатите, Бин Джезърит и Бин Тлейлакс като различни визии към човешките възможности.
- Природата на нормалността и лудостта. Франк Хърбърт е проявявал интерес към трудовете на Томас Шаш и антипсихиатричното движение. Той често задава въпроса „Какво е нормално?“. Някои негови образи, например Пайтър дьо Врие, демонстрират несъмнени лудости и психопатии, но авторът често твърди, че „нормален“ и „ненормален“ са относителни термини, които хората често прилагат погрешно един към друг, особено на базата на статистически преценки.
- Възможните ефекти и последствия на психотропните химикали, като например подправката меланж в сагата „Дюн“.
- Как езикът оформя мисленето. Тук Хърбърт е повлиян предимно от „Обща семантика“ на Алфред Корзибски.
- Социобиологията – как инстинктите ни неволно повлияват нашето мислене и нашето общество.
- Ученето, обучаването и мисленето.
- Франк Хърбърт залага на евгениката, като основно средство за подобряване на социалните и физическите взаимоотношения на хората.
- Съмнителен е и изборът му на тезата „правото на по-силния“, като очевидно черпи от книгата „Might is Right“ на Рагнар Редбиард. Все пак в текста на цикъл „Дюн“ се среща и заклеймяване на тая теза, като обаче не става ясно, авторът, заклеймява, одобрява ли въпросната теза или просто я използва за да предаде съобщение. (Трябва да се отбележи, че въпросната книга (Might is Right) се свързва директно с фашисткия режим на Адолф Хитлер, а и с други съмнителни обществени образования.

## Цитати
- „Покажи ми перфектно изпълнена операция, и ще ти покажа човек, който е замазвал пропуските. Реалните лодки се клатят.“ – „Дюн: Домът на ордена“
- „Властта привлича поддаващите се на корупция. Подозирай всеки, който я търси.“
- „Кървавите събития оказват магнетично въздействие върху човешкия род.“ Дюн: Еретиците на Дюн
- „Бюрокрацията унищожава инициативата. Почти няма друго, което бюрократите да мразят повече от нововъведенията, особено онези, даващи по-добри резултати в сравнение със старите практики и шаблони. Усъвършенстванията винаги са причина стоящите на върха да изглеждат неспособни и абсурдни. А кой би се радвал на подобен образ!“ Дюн: Еретиците на Дюн

## Статус и влияние върху научната фантастика
„Дюн“ е една от най-добре продаваните книги в историята на научната фантастика, а цикълът „Дюн“ – един от най-добре продаваните цикли в нея. Критиците поддържат книгата почти единодушно, тя печели наградата Хюго за 1965 г., и споделя наградата Небюла за 1966 г. Според съвременника на Хърбърт Робърт Хайнлайн, творбата е „могъща, убедителна и извънредно изобретателна“.
„Дюн“ е смятана за крайъгълна книга в научната фантастика и по ред други причини:
- Подобно на Хайнлайновата „Странник в странна страна“, тя представлява опит за по-литературен подход към научнофантастичния роман. Преди този период често се твърди, че всичко, което е необходимо на едно научнофантастично произведение, за да преуспее, е чудесна техническа идея. Героите и сюжетът са смятани за третостепенни.
- „Дюн“ е важно произведение в т.нар. „мека научна фантастика“. Хърбърт умишлено потиска технологията във вселената на „Дюн“, за да може да обсъжда бъдещето на човечеството, а не бъдещето на технологиите му. „Дюн“ разглежда как се променят с времето хората и техните институции.
- „Дюн“ е първият голям екологичен научнофантастичен роман; той е, който дефинира екологичната научна фантастика като под-жанр. Франк Хърбърт е голям популяризатор на научните идеи; много от феновете му отдават на него интереса си към философията и психологията. В „Дюн“ той спомага за популяризирането на термина екология и някои от основните концепции в тази област. С увеличаването на популярността на книгата Хърбърт предприема обиколка из колежите, и разказва как екологичните проблеми на героите на романа са аналогични на нашите собствени.
- „Дюн е смятана за изключително постижение в създаването на светове. Често се чуват мнения, че в научната фантастика тя е това, което е “Властелинът на пръстените" във фентъзи-жанра. Франк Хърбърт детайлира всеки елемент от сътворението си, и включва речници, цитати, документи и исторически справки, за да направи произведението си по-истинско за читателите. Никоя научнофантастична книга преди това не е реализирана толкова дълбоко и плътно.

След „Дюн“ Хърбърт написва повече от двадесет романа. Качеството им бива смятано за вариращо. Книги като „Зеленият мозък“ и „Бариерата Сантарога“ са като че ли извадени от времената преди „Дюн“, когато добрата технологична идея се е смятала за всичко нужно за една научнофантастична книга. Някои поклонници на цикъла „Дюн“ не гледат с добро око новите му продължения.
Никоя друга от книгите на Франк Хърбърт (включително от продълженията на „Дюн“) не спечелва „Хюго“ или „Небюла“, въпреки че всичките стават бестселъри. Има мнения, че „Децата на Дюн“ не е получила полагащото ѝ се признание, защото е прекалено мрачна. Други смятат, че „Експериментът Досейди“ просто е нямала епичността, която феновете са се научили да очакват. Романът „Кошерът на Хелстрьом“, издаден през 1973 г., описание на човешкото общество, моделирано върху социални насекоми, според някои е могъл да бъде смятан за фундаментална антиутопия, но е бил пропуснат заради фокусираността върху цикъла „Дюн“.

## Филмови адаптации
- През 1984 г. режисьорът Дейвид Линч заснема филма „Дюн“ по едноименния роман. Много фенове и критици в САЩ не харесват филма, но аудиторията в САЩ и Европа го одобрява. Франк Хърбърт – също.
- През 2000 г. от Sci-Fi Channel (United States) е създаден телевизионен минисериал по романа „Дюн“. Сериалът е комерсиално успешен, и каналът го продължава през 2003 г. с нов минисериал, озаглавен „Децата на Дюн“, и базиран на части от сюжета на „Месията на Дюн“ и „Децата на Дюн“.

#### Романи
- „Драконът в морето“ (The Dragon and the Sea) – известен също като „Под натиск“ (Under pressure)
  - Първа публикация в периодично издание: „Астаундинг сайънс фикшън“, ноември 1955 – януари 1956 г.
  - Първо издание като книга: Ню Йорк, издателство „Дабълдей“, 1956 г.
- „Дюн“ (Dune)
  - Първа публикация в периодично издание: „Аналог“, декември 1963 – януари 1964 г. (част I, под името „Светът на Дюн“ (The World of Dune)), и януари-май 1965 г. (части II и III, под името „Пророкът на Дюн“ (The Prophet of Dune)).
  - Първо издание като книга: Филаделфия, Чилтън Букс, 1965 г.
  - На български език: библиотека „Галактика“ No. 90, 1989 г., под името „Дюн I“ (част I), и No. 100, 1990 г., под името „Дюн II“ (части II и III).
- „Зеленият мозък“ (The Green Brain)
  - Първа публикация в периодично издание: „Амейзинг Сториз“, март 1965 г., под заглавието „Зелени роби“ (Greenslaves)
  - Първо издание като книга: Ню Йорк, Ейс Букс, 1966 г.
- „Направление: Пустотата“ (Destination: Void)
  - Първа публикация в периодично издание: „Галакси“, август 1965 г., под заглавието „Буден ли съм, или сънувам?“ (Do I Wake Or Dream?)
  - Първо издание като книга: Ню Йорк, „Бъркли“, 1966 г. (преработено през 1978 г.)
- „Очите на Хайзенберг“ (The Eyes of Heisenberg)
  - Първа публикация в периодично издание: „Галакси“, юни-август 1966 г., под заглавието „Heisenberg's Eyes“
  - Първо издание като книга: Ню Йорк, „Бъркли“, 1966 г.
- „Създателите на небето“ (The Heaven Makers)
  - Първа публикация в периодично издание: „Амейзинг Сториз“, април-юни 1967 г.
  - Първо издание като книга: Ню Йорк, „Ейвън“, 1968 г.
- „Бариерата Сантарога“ (The Santaroga Barrier)
  - Първа публикация в периодично издание: „Амейзинг Сториз“, октомври 1967 – февруари 1968 г.
  - Първо издание като книга: Ню Йорк, „Бъркли“, 1968 г.
  - На български език:
- „Месията на Дюн“ (Dune Messiah)
  - Първа публикация в периодично издание: „Галакси“, юли-ноември 1969 г.
  - Първо издание като книга: Ню Йорк, „Г. П. Путнам – синове“, 1970 г.
  - На български език: библиотека „Орфия“, като две книги – „Месията на Дюн“ I и II
- „Фани Мае“ (The Wipping Star)
  - Първа публикация в периодично издание: "Светове на „Ако“", януари-април 1970 г.
  - Първо издание като книга: Ню Йорк, „Г. П. Путнам – синове“, 1970 г.
  - На български език:
- „Ловец на души“ (Soul Catcher)
  - Първо издание като книга: Ню Йорк, „Г. П. Путнам – синове“, 1972 г.
- „Богосъздателите“ (The Godmakers)
  - Първа публикация в периодично издание: „Астаундинг сайънс фикшън“, май 1958 г. („Тръгни по стръмния път“ – „You Take The High Road“), „Астаундинг сайънс фикшън“, май 1959 г. ("Операция „Копа сено“" – „Operation Haystack“), и „Фантастик Сториз“, февруари 1960 г. („Жреците на Пси“ – „The Priests of Psi“)
  - Първо издание като книга: Ню Йорк, „Г. П. Путнам – синове“, 1972 г.
- „Кошерът на Хелстрьом“ (Hellstrom's Hive)
  - Първа публикация в периодично издание: „Астаундинг сториз“, ноември 1972 – март 1973 г., под името „Проект 40“ (Project 40)
  - Първо издание като книга: издателство „Дабълдей“, 1973 г.
  - На български език:
- „Децата на Дюн“ (Children of Dune)
  - Първа публикация в периодично издание: „Аналог“, януари-април 1976 г.
  - Първо издание като книга: Ню Йорк, „Г. П. Путнам – синове“, 1976 г.
  - На български език:
- „Експериментът Досейди“ (The Dosadi Experiment)
  - Първа публикация в периодично издание: „Галакси“, май-август 1977 г.
  - Първо издание като книга: Ню Йорк, „Г. П. Путнам – синове“, 1977 г.
  - На български език:
- „Инцидентът Исус“ (The Jesus Incident) (в съавторство с Бил Рансъм)
  - Първа публикация в периодично издание: „Аналог“, февруари 1979 г.
  - Първо издание като книга:
- „Пряко наследство“ (Direct Descent)
  - Първа публикация в периодично издание: „Астаундинг сайънс фикшън“, декември 1954 г., под заглавието „Планетата на Пакрат“ (Pacrat's Planet)
  - Първо издание като книга: Ню Йорк, Ейс Букс, 1966 г.
- „Бог-Император на Дюн“ (God Emperor of Dune)
  - Първо издание като книга: Ню Йорк, „Г. П. Путнам – синове“, 1981 г.
  - На български език:
- „Бялата чума“ (The White Plague)
  - Първо издание като книга: Ню Йорк, „Г. П. Путнам – синове“, 1982 г.
  - На български език:
- „Ефектът на Лазар“ (The Lasarus Effect) (в съавторство с Бил Рансъм)
  - Първо издание като книга: Ню Йорк, „Г. П. Путнам – синове“, 1983 г.
- „Еретиците на Дюн“ (Heretics of Dune)
  - Първо издание като книга: Ню Йорк, „Г. П. Путнам – синове“, 1984 г.
  - На български език:
- „Дюн: Домът на ордена“ (Chapterhouse: Dune)
  - Първо издание като книга: Ню Йорк, „Г. П. Путнам – синове“, 1985 г.
  - На български език:
- „Човек от два свята“ (Man of Two Worlds) (в съавторство с Брайън Хърбърт)
  - Първо издание като книга: Ню Йорк, „Г. П. Путнам – синове“, 1986 г.
- „Факторът на асцензията“ (The Ascension Factor) (в съавторство с Бил Рансъм)
  - Първо издание като книга: Ню Йорк, „Г. П. Путнам – синове“, 1988 г.

#### Сборници с разкази
- „Световете на Франк Хърбърт“ (The Worlds of Frank Herbert) – Ню Йорк, Ейс Букс, 1971 г.
  - Съдържа: „Тактичният саботьор“ (The Tactful Saboteur), „Според книгата“ (By the Book), „Комитетът на цялото“ (The Committee of the Whole), „Любовен зов“ (Mating Call), „Щастие на отделяне“ (Escape Felicity), „Ефектът GM“ (The GM Effect), „Събирачите на пера“ (The Featherbedders), „Старата скърцаща къща“ (Old Rambling House), „A-W-F Ънлимитид“ (A-W-F Unlimited)
- „Книгата на Франк Хърбърт“ (The Book of Frank Herbert) – Ню Йорк, DAW Букс, 1973 г.
  - Съдържа: „Вид семе“ (Seed Stock), „Нищото“ (The Nothing), „Надбягването“ (Rat Race), „Хазартна машина“ (Gambling Device), „Търсиш ли нещо?“ (Looking for something?), „Изчезналите кучета“ (Gone Dogs), „Пасаж за пиано“ (Passage for Piano), „Среща на самотно място“ (Encounter in a Lonely Place), „Синдромът на операцията“ (Operation Syndrome), „Окупационни сили“ (Occupation Force)
- „Най-доброто от Франк Хърбърт“ (The Best of Frank Herbert) – Лондон, Сидгуик и Джаксън, 1975 г. (публикувано също като „Най-доброто от Франк Хърбърт за 1952 – 1964 гг.“, Лондон, „Сфера“, 1976 г.), и „Най-доброто от Франк Хърбърт за 1965 – 1970 гг.“ – Лондон, „Сфера“, 1976 г.
  - Съдържа („Най-доброто от Франк Хърбърт за 1952 – 1964 гг.“): „Търсиш ли нещо?“ (Looking for something?), „Кошмарен блус“ (Nightmare Blues), „Драконът в морето“ (The Dragon in the Sea) (част), „Прекратяване на огъня“ (Cease Fire), „Яйце и пепел“ (Egg and Ashes), „Пътят на Мария Целеста“ (Marie Celeste Move)
  - Съдържа („Най-доброто от Франк Хърбърт за 1965 – 1970 гг.“): „Комитетът на цялото“ (The Commitee of the Whole), „Дюн“ (Dune) (част), „Според книгата“ (By the Book), „Примитивните“ (The Primitives), „Създателите на небето“ (The Heaven Makers) (част), „Вид семе“ (Seed Stock)
- „Жреците на Пси“ (The Priests of Psi) – 1971 г.
  - Съдържа: „Пробвай да си спомниш“ (Try to Remember), „Старата скърцаща къща“ (Old Rambling House), „Убийството иде“ (Murder Will In), „Полето на ума“ (The Mindfield), „Жреците на Пси“ (The Priests of Psi)
- „Окото“ (Eye) – Ню Йорк, Бъркли, 1971 г. (илюстратор Джим Бърнс)
  - Съдържа: „Надбягването“ (Rat Race), „Драконът в морето“ (The Dragon in the Sea), „Прекратяване на огъня“ (Cease Fire), „Въпрос на следи“ (Matter of Traces), „Пробвай да си спомниш“ (Try to Remember), „Тактичният саботьор“ (The Tactful Saboteur), „Пътят към Дюн“ (The Road to Dune), „Според книгата“ (By the Book), „Вид семе“ (Seed Stock), „Убийството иде“ (Murder Will In), „Пасаж за пиано“ (Passage for Piano), „Смъртта на един град“ (The Death of a City), „Жаби и учени“ (Frogs and Scientists)

#### Разкази
- „Оцеляване на хитрите“ (Survival of the Cunning), „Ескуайър“, март 1945 г.
- „Жълт огън“ (Yellow Fire), „Аляска Лайф“, юни 1947 г.
- „Търсиш ли нещо“ (Looking for something?), „Изненадващи истории“, април 1952 г.
- „Синдромът на операцията“ (The Operation Syndrome), „Астаундинг сайънс фикшън“, юни 1954 г.; 
също в сборника „Бест Сайънс Фикшън Сториз енд Новелс“ на Т. Е. Дикти от 1955 г.
- „Изчезналите кучета“ (Gone Dogs), „Амейзинг Сториз“, ноември 1954 г.
- „Планетата на Пакрат“ (Pakrat's Planet), „Астаундинг сайънс фикшън“, декември 1954 г.
- „Надбягването“ (Rat Race), „Астаундинг сайънс фикшън“, юли 1955 г.
- „Окупационни сили“ (Occupation Force), „Фантастик Сториз“, август 1955 г.
- „Нищото“ (The Nothing), „Фантастик Юнивърс“, януари 1956 г.
- „Прекратяване на огъня“ (Cease Fire), „Астаундинг сайънс фикшън“, януари 1956 г.
- „Старата скърцаща къща“ (Old Rambling House), „Галакси“, април 1958 г.
- „Тръгни по стръмния път“ (You Take The High Road), „Астаундинг сайънс фикшън“, май 1958 г.
- „Въпрос на следи“ (A Matter of Traces), „Фантастик Юнивърс“, ноември 1958 г.
- „Липсващото звено“ (The Missing Link), „Астаундинг сайънс фикшън“, януари 1959 г.; 
също в сборника „Авторски избор“ (Author's Choice), редактиран от Хари Харисън, Ню Йорк, „Бъркли“, 1968 г.
- "Операция „Копа сено“" (Operation Haystack), „Астаундинг сайънс фикшън“, май 1959 г.
- „Жреците на Пси“ (The Priests of Psi), „Фантастик Сториз“, февруари 1960 г.
- „Яйце и пепел“ (Egg and Ashes), "Световете на „Ако“", ноември 1960 г.
- „A-W-F Ънлимитид“ (A-W-F Unlimited), „Галакси“, юни 1961 г.
- „Опитай да си спомниш“ (Try to Remember), „Амейзинг сториз“, октомври 1961 г.
- „Любовен зов“ (Mating Call), „Галакси“, октомври 1961 г.
- „Полето на ума“ (The Mindfield), „Амейзинг сториз“, март 1962 г.
- „Пътят на Мария Целеста“ (Marie Celeste Move), „Аналог“, октомври 1964 г.
- „Тактичният саботьор“ (The Tactful Saboteur), „Галакси“, октомври 1964 г.
- „Зелени роби“ (Greenslaves), „Амейзинг сториз“, март 1965 г.
- „Комитетът на цялото“ (The Commitee of the Whole), „Галакси“, април 1965 г.
- „Ефектът GM“ (The GM Effect), „Аналог“, юни 1965 г.
- „Буден ли съм, или сънувам“ (Do I Wake Or Dream), „Галакси“, август 1965 г.
- „Примитивните“ (The Primitives), „Галакси“, април 1966 г.
- „Щастие на отделяне“ (Escape Felicity), „Аналог“, юни 1966 г.
- „Според книгата“ (By the Book), „Аналог“, август 1966 г.
- „Събирачите на пера“ (The Featherbedders), „Аналог“, август 1967 г.
- „Умствената бомба“ (The Mind Bomb), "Световете на „Ако“", октомври 1969 г.
- „Вид семе“ (Seed Stock), „Аналог“, април 1970 г.
- „Убийството иде“ (Murder Will In), „Ди Мегъзин от Фентъзи енд Сайънс Фикшън“, май 1970 г.
- „Проект 40“ (Project 40) (в три части), „Галакси“, ноември 1972 – март 1973 г.
- „Среща на самотно място“ (Encounter in a Lonely Place), сборник „Книгата на Франк Хърбърт“, Ню Йорк, DAW Букс, 1973 г.
- „Хазартната машина“ (Gambling Machine), сборник „Книгата на Франк Хърбърт“, Ню Йорк, DAW Букс, 1973 г.
- „Пасаж за пиано“ (Passage for Piano), сборник „Книгата на Франк Хърбърт“, Ню Йорк, DAW Букс, 1973 г.
- „Смъртта на един град“ (The Death of a City), сборник „Фючър Сити“ (под редакцията на Роджър Елууд), Ню Йорк, Трайдънт Прес, 1973 г.
- „Ела на празненството“ (Come to the Party) (в съавторство с Ф. М. Бъзби), „Аналог“, декември 1978 г.
- „Песни на една разумна флейта“ (Songs of a Sentient Flute), „Аналог“, февруари 1979 г.
- „Пернати прасета“ (Feathered Pigs), „Дестинис“, октомври / декември 1979 г.
- „Пътят към Дюна“ (The Road to Dune), сборник „Окото“, Ню Йорк, Бъркли 1985 г.
- „Жаби и учени“ (Frogs and Scientists), сборник „Окото“, Ню Йорк, Бъркли 1985 г.

### Публицистика

#### Книги
- „Нов свят, или никакъв свят“ (New World or No World) (редактор), Ню Йорк, Ейс Букс, 1970 г.
- „Границата: Опитът на Сините ангели“ (Threshold: The Blue Angels Experience), Ню Йорк, Балънтайн, 1970 г. Към документалния филм със същото име за летателния екип „Сините ангели“.
- „Без мен ти си нищо“ (Without Me, You're Nothing) (в съавторство с Макс Барнард), Ню Йорк, Покет Букс 1981 г.

#### Есета и предговори
- „Въведение в спасяването на светове“ (Introduction to Saving Worlds), от Роджър Елууд и Вирджиния Кид, Ню Йорк, Дабълдей, 1973 г. Преиздадено от Бантъм Букс като „Ранената планета“ (The Wounded Planet).
- „Предговор: Алтернативите на Утре?“ (Introduction: Tomorrow's Alternatives?), в „Граници 1: Алтернативите на Утре“ (Frontiers 1: Tomorrow's Alternatives), редактор Роджър Елууд, Ню Йорк, Макмилън, 1973 г.
- Предговор към „Утре и утре и утре“ (Tomorrow and Tomorrow and Tomorrow). Хейц, Херберт, Джоор Макджи. Ню Йорк, Холт, Райнхарт и Уинстън, 1973 г.
- „Вслушване в лявата ръка“ (Listening to the Left Hand), „Харпър'с мегъзин“, декември 1973 г., стр. 92 – 100.
- „Научна фантастика и световна криза“ (Science Fiction and a World Crisis), в „Научна фантастика: Днес и утре“ (Science Fiction: Today and Tomorrow), редактор Реджиналд Бретнър. Ню Йорк, Харпър енд Роу, 1974 г.
- „Хора на други планети“ („Men on Other Planets“), в „Изкуството на научната фантастика“ (The Craft of Science Fiction), редактор Реджиналд Бретнър. Ню Йорк, Харпър енд Роу, 1974 г.
- „Небето ще падне“ („The Sky is Going to Fall“), в „Сериатим: Ди Джорнъл ъв Екотопиа“, No. 2, Пролет 1977 г., стр. 88 – 89. (Много подобен текст се появява като статия в колонката „Прегледи“ на „Сан Франциско Икзаминър“ на 4 юли 1976 г.
- „Светът на Обединения Разум, и как той беше създаден“ (The ConSentiency and How it Got That Way), „Галакси“, май 1977 г. (Може да се смята за фантастичен разказ, и затова попада в частта „Оригинални фантастични разкази“.)
- „Генезисът на Дюна“ (Dune Genesis), „Омни“, 1980 г.

#### Значими статии във вестници
- „Летящите чинии: факт или фарс?“ (Flying Saucers: Fact or Farce?) – „Сан Франциско Съндей Икзаминър енд Кроникъл“, 20 октомври 1963 г.
- „2068 г.“ (2068 A.D.) – „Сан Франциско Съндей Икзаминър енд Кроникъл“, 28 юли 1968 г.
- „Губим войната със смога“ (We Are Losing The Smog War), част 1, „Сан Франциско Съндей Икзаминър енд Кроникъл“, 1 декември 1968 г.
- „Лъжем себе си за въздуха“ (Lying To Ourselves About Air), част 2, „Сан Франциско Съндей Икзаминър енд Кроникъл“, 8 декември 1968 г.
- „Можеш отново да се върнеш в къщи“ (You Can Go Home Again), „Сан Франциско Съндей Икзаминър енд Кроникъл“, 29 март 1970 г. (Отнася се до някои детски преживявания на Франк Хърбърт в американския северозапад.)

### Други публикации

#### Поезия
- „Картаген през погледа на един марсианец“ („Carthage: Reflections of a Martian“), в „Марс, обичаме те“ (Mars, We Love You), редактори Джейн Хиполито и Уилис Е. Макнийли, Ню Йорк, Дабълдей, 1971 г.